# C.O.S.M.O.S. ～秋櫻～
《C.O.S.M.O.S. ～秋櫻～》（C.O.S.M.O.S. 〜秋桜〜）是日本音樂團體第三代J Soul Brothers的第14張單曲。於2014年10月15日由rhythm zone發售。

## 概要
- 《C.O.S.M.O.S. ～秋櫻～》是第三代J Soul Brothers以「春夏秋冬」四季為主題而發行的第三作，秋季風格的單曲。
- A面曲《C.O.S.M.O.S. ～秋櫻～》是品牌Samantha Tiara & Samantha Thavasa「Samantha Tiara Jewelry」電視廣告歌曲，亦是豪斯登堡「光之王國」電視廣告歌曲
- B面曲《Glory》是Acecook「スーパーカップ」的電視廣告歌曲。
- 此單曲有2個版本，分別有「CD+DVD」和「CD ONLY」。「CD+DVD」收錄了《C.O.S.M.O.S. ～秋櫻～》的Music Video。
- 在10月27日於公信榜单曲週排行榜取得第3位。

## 收錄曲目

### CD
1. C.O.S.M.O.S. ～秋櫻～
（作詞：小竹正人 / 作曲：Hiroki Sagawa、Ryosuke Saito / 編曲：中野雄太）
2. Glory
（作詞：Amon Hayashi、SHOKICHI / 作曲：HIKARI、SIRIUS、BIG-F）
3. C.O.S.M.O.S. ～秋櫻～（Instrumental）
4. Glory（Instrumental）

### DVD
1. C.O.S.M.O.S. ～秋櫻～（Music Video）